# 萨姆·穆尔西
萨米·赛义德·穆尔西（阿拉伯语：سامي سيد مرسي；1991年9月10日—）是一位英格蘭足球運動員。在場上的位置是中場。現效力於科威特超級足球聯賽球隊科威特SC ， 是球隊的隊長。埃及國家足球隊成員。

## 國家隊生涯
2018年6月4日，穆尔西入选埃及国家队参加2018年俄罗斯世界杯的23人大名单。

## 外部連結
- 足球数据库：萨姆·穆尔西的球员统计数据